# Килух и Олвен

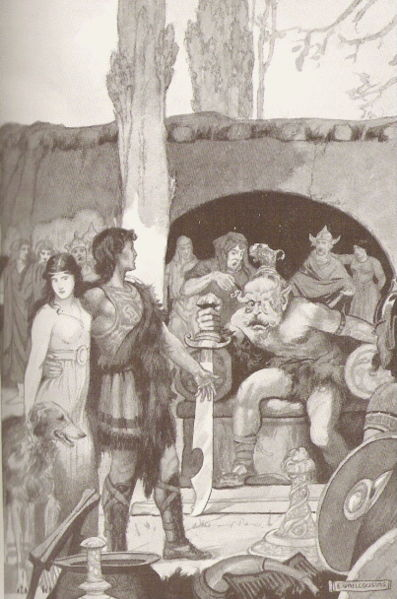
Килух при дворе Исбаддадена

Килух и Олвен (валл. Culhwch ac Olwen) — валлийское сказание, включённое в сборник «Мабиногион». Считается самым ранним текстом артурианы.

## Значение
Один из важнейших текстов для изучения артурианского цикла по причине древности, родства с ранними ирландскими повествованиями, переклички героев, связанных с Артуром, и предвосхищения тем, которые повторяются в более поздних некельтоязычных рассказах. Сказание привлекает к себе внимание, поскольку является «чисто кельтским», то есть лишённым приукрашиваний, привнесённых континентальной литературы.
Являясь одним из самых ранних образцов валлийской литературы, сказание стало предметом многочисленных исследований — например, существует работа по оценке мужских качеств тех или иных её персонажей.

## Создание
Произведение сохранилось лишь в двух манускриптах XIV века: в «Красной Книге из Хергеста» — полностью; в «Белой Книге Ридерха» — частично. В нынешнем виде оно сложилось, по видимому, к XI веку, однако основано на гораздо более ранних историях, предположительно сложенных валлийскими филидами (бардами) в VI—VII веках и передававшихся в устной форме, которые были обобщены в рукописи XIV века и имеют, вероятно, некоторые несоответствия оригиналу, поскольку даже тексты в двух сохранившихся манускриптах несколько различаются между собой. Произведение написано на средневаллийском языке.

## Сюжет
Основной сюжет известен фольклористам как «Дочь великана». История начинается с того, что Килидд (имя, возможно, означает «друг» или «другой»), сын Келиддона Вледига (W gwledig — «правитель, князь»; Келиддон, возможно, — от названия Каледонии), хочет жениться на женщине, равной ему по знатности. Он выбирает Голейддид, дочь Анлаудда Вледига. Забеременев, Голейддид впадает в безумие и скитается по дикой местности, рожает сына в свинарнике и вскоре после этого умирает. Ребёнку дают имя Килух (валл. «свиной загон»).
Чтобы устроить новый брак, Килидд убивает короля Догеда и похищает его жену вместе с дочерью. Мачеха, когда Килух отказывается жениться на её дочери, предсказывает ему, что он не сможет жениться ни на ком, кроме Олвен, дочери великана Исбаддадена. Килух тут же влюбляется в Олвен, хотя никогда не видел её, и, по совету отца, отправляется за помощью к своему двоюродного брату Артуру.
При встрече с Артуром Килух должен попросить подстричь ему волосы. В древнем Уэльсе родители посылали остриженные волосы сына тому, кого хотели сделать его покровителем. В данном случае этот обычай смешивается с феодальным оммажем, при котором у вассала также иногда выстригалась прядь волос.
Прибытие Килуха ко двору Артура напоминает прибытие Луга ко двору Нуаду в ирландской саге Cath Maige Tuired («Вторая битва при Маг Туиред»). Килух обращается за помощью к присутствующим, перечисляя поимённо десятки героев. Артур соглашается помочь ему завоевать Олвен, и к ним присоединяются Кей, Бедуир, Киндделиг Киварвидд, следопыт, Гурхир Гвальстауд Иэтоэдд, знаток всех языков, Мену, чародей, и другие.
Поскольку Исбаддаден знает о пророчестве, согласно которому умрёт на свадьбе своей дочери, он ставит условием для жениха решить четыре десятка невыполнимых задач, с чем тот, однако, успешно справляется — с помощью Артура и его соратников, среди которых фигурирует также Гвин ап Нудд, властитель Аннуна, Иного мира. Почти половина всех заданий связана с охотой на чудовищного вепря Турха Труйта. Поэма заканчивается гибелью Исбаддадена и свадьбой Килуха и Олвен.

## Адаптации
В 1990 году по мотивам легенды и на основе сценария, написанного Гвином Томасом, был снят советско-британский мультфильм «В поисках Олуэн» (режиссёр Валерий Угаров).